# Oomtelecopon sebastiani
Oomtelecopon sebastiani är en skalbaggsart som beskrevs av Perkins 2005. Oomtelecopon sebastiani ingår i släktet Oomtelecopon och familjen vattenbrynsbaggar. Inga underarter finns listade i Catalogue of Life.